# Деміон Лоу
Деміон Лоу (англ. Damion Lowe, нар. 5 травня 1993, Кінгстон) — ямайський футболіст, захисник клубу «Філадельфія Юніон» та національної збірної Ямайки.

## Клубна кар'єра
Народився 5 травня 1993 року в місті Кінгстон. Є сином ямайського футболіста, учасника ЧС-1998 Онанді Лоу. Деміон навчався в Camperdown High School у Кінгстоні, де грав у молодіжній команді «Гарбор В'ю». У 2011 році Лоу поступив в Університет Гартфорда, під час навчання в якому грав у місцевій команді «Гартфорд Гоукс». За три роки Лоу зіграв 44 гри і забив 8 голів.
У 2013 році грав за клуб «Редінг Юнайтед» у Premier Development League, четвертому а рівнем дивізіоні США, де зіграв у 10 матчах регулярного чемпіонату, забивши один гол. Лоу також провів дві гри у Відкритому кубку США 2013 року.
Наступного року на Супердрафті МЛС Лоу був обраний під 8 номером клубом «Сіетл Саундерз», проте за першу команду так і не зіграв жодного матчу в чемпіонаті і на наступний сезон був відданий в фарм-клуб «Сіетл Саундерз II» з USL, де провів сезон 2015 року, а наступний сезон провів на правах оренди за клуб «Міннесота Юнайтед» з NASL.
До складу клубу «Тампа-Бей Роудіс» з USL приєднався на початку 2017 року. Відтоді встиг відіграти за флоридську команду 14 матчів в національному чемпіонаті.

## Виступи за збірну
Разом з молодіжною збірною був учасником Молодіжного чемпіонату КОНКАКАФ у 2013 році.
11 жовтня 2016 року дебютував в офіційних матчах у складі національної збірної Ямайки в матчі відбору до Карибського кубка проти Гаяни. 
У складі збірної був учасником розіграшу Золотого кубка КОНКАКАФ 2017 року у США.
Наразі провів у формі головної команди країни 2 матчі.

## Титули і досягнення
- Срібний призер Золотого кубка КОНКАКАФ: 2017